# Garnich
Garnich (Luxemburgs: Garnech) is een gemeente in het Luxemburgse Kanton Capellen.
De gemeente heeft een totale oppervlakte van 20,95 km² en telde 1561 inwoners op 1 januari 2007.

## Ontwikkeling van het inwoneraantal
| Jaar                              | 2001 | 2002 | 2003 | 2004 | 2005 |
| --------------------------------- | ---- | ---- | ---- | ---- | ---- |
| Inwoneraantal                     | 1495 | 1511 | 1491 | 1497 | 1535 |
| Opmerking: tellingen op 1 januari |      |      |      |      |      |

## Sport

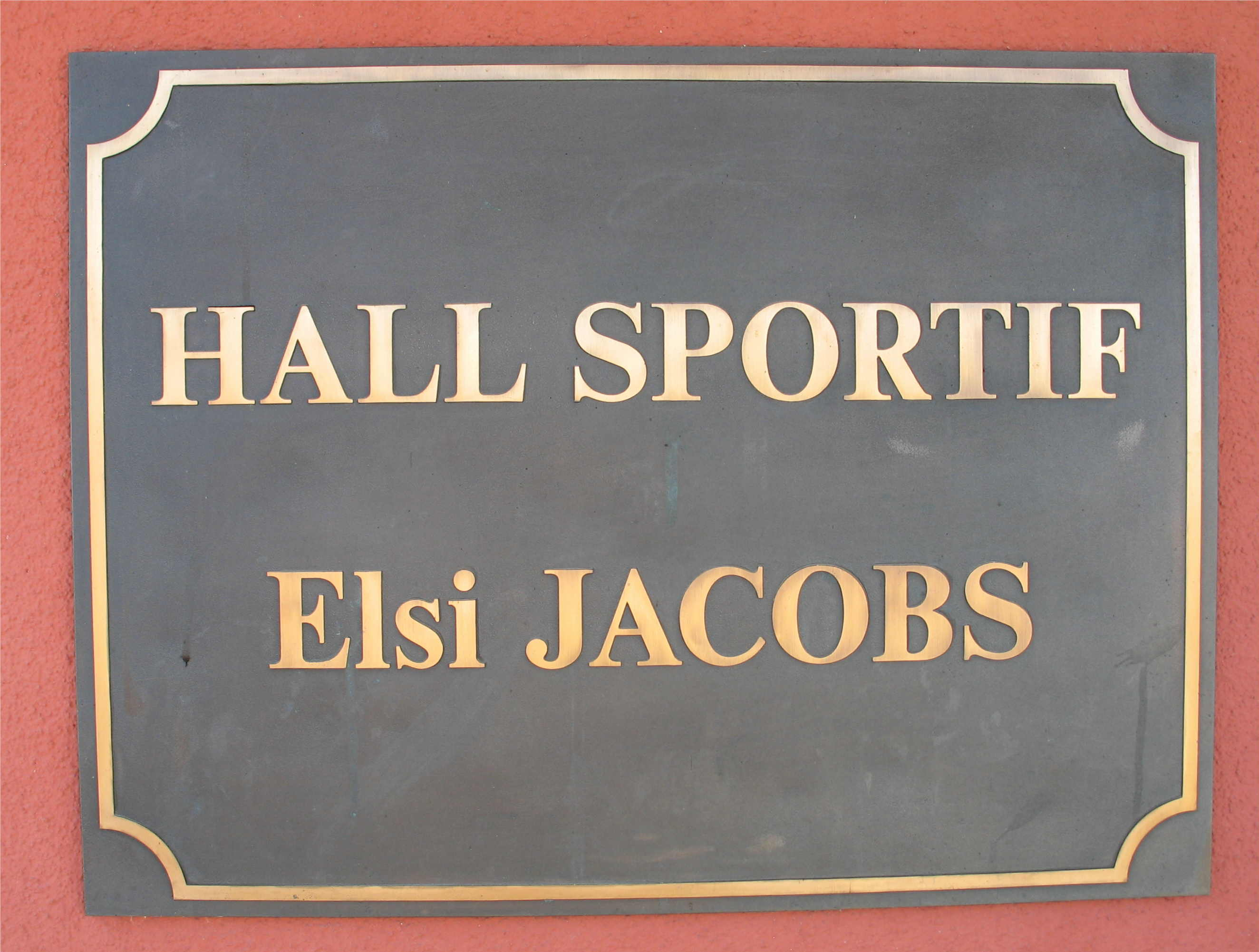
De sportzaal Elsi Jacobs in Garnich.

Vanaf 2008 wordt in Garnich jaarlijks het wielerevenement Festival Elsy Jacobs georganiseerd, met een wedstrijd voor elite vrouwen en een toertocht voor wielertoeristen. Het evenement is vernoemd naar de in Garnich geboren Elsy Jacobs; zij werd in 1958 de eerste wereldkampioene bij de vrouwen. Ook de sportzaal in de Rue de l'École is naar haar vernoemd: Hall sportif Elsi Jacobs.

## Geboren
- Elsy Jacobs (1933-1998), wielrenster

Dippach · Garnich · Habscht · Käerjeng · Kehlen · Koerich · Kopstal · Mamer · Steinfort